# نيك كوبورن
نيك كوبورن (بالإنجليزية: Nick Cowburn)‏ (7 مارس 1995 بأستراليا - ) هو لاعب كرة قدم أسترالي في مركز الدفاع. شارك مع منتخب أستراليا تحت 20 سنة لكرة القدم.

## وصلات خارجية
- نيك كوبورن على موقع قاعدة بيانات كرة القدم.إي يو (الإنجليزية)
- نيك كوبورن على موقع Soccerway.com (الإنجليزية)